# 에코메트로
에코메트로(영어: Eco Metro) 또는 에코메트로 아파트(영어: Eco Metro Apartments)는 대한민국 인천광역시 남동구 논현동에 위치한 7,790세대의 초고층 주상복합 아파트 단지이며 대규모 주상복합 아파트 단지라고 한다.

## 역사
2005년 에코메트로 2차(4226가구)의 분양이 시작되었다. 2006년 인천 논현지구를 개발한다고 한다. 10월 모든 아파트의 분양이 완료되었다. 이후 착공하여 2009년 7월 11단지와 12단지의 입주가 시작되었다. 2010년 3차 더 타워, 10단지, 5단지, 903동, 906동의 입주가 시작되고 2011년 904동, 905동 등 아파트의 입주가 시작되었다. 이후에도 여러 아파트들의 입주가 시작되었다.
에코메트로 2차는 5, 6, 7, 9, 10 이렇게 5개 단지, 4226 세대이며, 2010년 12월 24일 크리스마스 이브부터 2011년 3월 23일까지 입주가 진행되었다. (9단지는 2011년 3월에서 5월까지 입주)
에코메트로 3차로 불리는 주상복합 더타워는 2차보다 3년정도 늦은 2013년 11월에 준공되었다. 

## 아파트 목록
| 순위 | 건물                       | 높이 | 층수 | 완공 연도 | 비고                                     |
| ---- | -------------------------- | ---- | ---- | --------- | ---------------------------------------- |
| 1    | 에코메트로 905동           | 188m | 50층 | 2011년    | 에코메트로 아파트 중 가장 높은 아파트다. |
| 2    | 에코메트로 3차 더 타워 A동 | 178m | 51층 | 2013년    |                                          |
| 3    | 에코메트로 904동           | 177m | 47층 | 2011년    |                                          |
| 4    | 에코메트로 3차 더 타워 B동 | 171m | 48층 | 2013년    |                                          |
| 5    | 에코메트로 3차 더 타워 C동 | 165m | 46층 | 2013년    |                                          |
| 6=   | 에코메트로 1004동          | 151m | 40층 | 2010년    |                                          |
| 6=   | 에코메트로 1005동          | 151m | 40층 | 2010년    |                                          |
| 6=   | 에코메트로 505동           | 151m | 40층 | 2010년    |                                          |
| 6=   | 에코메트로 903동           | 151m | 40층 | 2010년    |                                          |
| 6=   | 에코메트로 906동           | 151m | 40층 | 2010년    |                                          |

## 특징
에코메트로 3차 25층에는 스카이 정원이 있고 40층에는 테라스하우스가 있다. 9단지 7층이 8억 7000만원에 거래되었다. 세대수는 810세대고 주차대수는 1,876대(세대당 2.31대)이다. 주변에는 놀이터가 있다.
맑은 날은 잠실롯데타워와 남산타워가 보인다. 

## 같이 보기
- 대한민국의 마천루 목록
- 인천광역시의 마천루 목록